# Aanslag op moskee in Québec op 29 januari 2017
Op 29 januari 2017 omstreeks acht uur 's avonds lokale tijd pleegde een gemaskerde man een aanslag op bezoekers van een moskee in Québec, Canada. Bij de schietpartij vielen zeker zes doden en zeventien gewonden.

## Verloop
In de avond van 29 januari 2017 liep een zwaarbewapende man een moskee binnen terwijl vijftig mensen aan het bidden waren. Iets voor acht uur 's avonds opende de schutter het vuur. De schietpartij duurde enkele minuten, met zes doden en acht gewonden tot gevolg. De dader sloeg na de schietpartij op de vlucht. Een verdachte persoon werd gearresteerd in de buurt van de moskee terwijl een ander zelf de politie belde om zich over te geven. De Canadese media meldden een dag na de schietpartij dat de verdachten Alexandre Bissonnette en Mohamed Khadir heetten. Op 30 januari werd Khadir echter vrijgelaten, naar het zich liet aanzien was hij slechts getuige.

## Nasleep
De schietpartij leidde tot grote schok in de Canadese islamitische gemeenschap en ook in andere islamitische gemeenschappen in de wereld. In Nederland werden vier moskeeën extra beveiligd vanwege de aanslag in Canada.